# Push (película)
Push (titulada Héroes en Hispanoamérica) es una película estadounidense de acción y ciencia ficción de 2009, protagonizada por Camilla Belle, Chris Evans, Dakota Fanning y Djimon Hounsou. La cinta, dirigida por Paul McGuigan, no recibió una buena recepción por parte de los críticos. 
En su semana de estreno, la película se estrenó en sexto lugar en la taquilla con $10.079.109 en 2.313 salas de cine con un promedio de $4.358 dólares por sala. A partir de noviembre 2010, la película ha recaudado $48.858.618 dólares en todo el mundo, y $16.285.488 dólares en ventas de DVD en Estados Unidos solamente haciendo $65.157.106 dólares (sin incluir en todo el mundo las ventas de DVD) que superan su costo presupuestario de $38.000.000 por más de $ 27 millones, convirtiéndose en un éxito financiero.

## Sinopsis
En 1945, el gobierno de los Estados Unidos estableció The Division, una agencia secreta que rastrea y experimenta con personas que poseen habilidades psíquicas. Cada psíquico se clasifica en un grupo según los poderes que tienen. Dos Movers, el adolescente Nick Gant y su padre Jonah, se esconden del Agente Carver de la División secreta. Jonah le cuenta a Nick sobre una visión que recibió de un Observador, sobre una joven que Nick debe ayudar en el futuro para tratar de enfrentar y derribar a Division. Nick ve a Carver asesinar a Jonah antes de que escape.
Años después, Division ha desarrollado una droga que puede aumentar las habilidades psíquicas de las personas que ya nacen con alguna habilidad. Todos los sujetos de prueba murieron hasta que una Pusher llamada Kira se adaptó con éxito a la nueva droga y pudo aumentar sus poderes. Kira escapa de la División y roba una jeringa de la droga secreta en un maletín negro, antes de huir a Hong Kong para ocultarse, un escondite común para psíquicos de todo el mundo.
Nick ahora vive en Hong Kong como expatriado, pero está en problemas debido a las deudas de juego en las que incurrió al intentar usar su poder como Mover para engañar a los juegos, pero todavía no dominaba bien sus poderes. Nick es visitado por unos agentes que están buscando a Kira, pero lo dejan libre porque consideran él es necesario para encontrarla en el futuro,  luego es visitado por Cassie Holmes, una malhumorada vigilante adolescente que vive oculta en Hong Kong y tratar de convencerlo de que la ayude a encontrar un maletín con dinero, pero en realidad es el maletín con la droga secreta. Su madre, Sarah, es considerada la Vigía más fuerte que haya nacido y ayudó directamente en la fuga de Kira. 
Nick se da cuenta de que Cassie es la chica que su padre vio en su visión, hereda los poderes de su madre y decide ayudarla a encontrar a Kira, que permanece oculta y el maletín que contiene la droga robada, entonces son atacados por las Tríadas chinas en un mercado, que también buscan la nueva droga secreta y pueden ver el futuro, Nick es herido por un Bleeder antes de que él y Cassie escapen. Nick conoce a una Stitch llamada Teresa Stowe, que también lo busca y lo cura de sus heridas.
Nick y Cassie usan sus habilidades de Vigilante para localizar a Kira, que en realidad es la exnovia de Nick. Kira ocultó todo lo sucedido y el maletín con la droga, y luego hizo que un amigo limpiador borrara su memoria, y de la ubicación del maletín, para que los rastreadores no puedan encontrar el maletín. Nick recluta a un Sombra llamado Pinky Stein para esconder a Kira de la División, que la está buscando y también quieren el maletín. Cassie intenta prever la ubicación del maletín, compitiendo con la Triads Watcher Pop Girl. Cuando Kira comienza a enfermarse por la abstinencia de la droga y algunos piensan que va a morir, Nick siente que debe reunirse con Carver para tratar de salvarle la vida en un restaurante de la ciudad. Nick se entera de que Kira se enfermará y finalmente morirá sin más droga, que solo Carver tiene oculta en otro maletín que trae con él a Hong Kong. 
Victor, un talentoso asistente de Mover y Carver, que trabaja para Division, lucha contra Nick en el restaurante y casi lo mata antes de que Cassie interviene, conectada mentalmente convence a Carver de que lo perdone para encontrar el maletín, porque él aparece en el futuro con el maletín, lo dejan con vida para descubrir el lugar del maletín y el escondite de Kira. Cassie luego encuentra una llave en el zapato de Kira, con su visión del futuro en donde ve el zapato de Kira en su mano, que desbloquea un casillero de empleados de construcción, ella descubre el lugar con sus poderes mentales al dibujar los edificios de la ciudad, está encima de un edificio en construcción donde está oculta la droga con el maletín negro.
Sabiendo que todos sus movimientos pueden ser vistos tanto por los agentes observadores del futuro de Division como por Triad Watchers, Nick oculto en Hong Kong, propone un plan elaborado para obtener la droga y eliminar a sus enemigos. Crea varios sobres que contienen instrucciones para cada uno de sus amigos, incluidos Shifter Hook Waters y Sniff Emily Wu. Nick sella cada sobre y se los da a sus amigos antes de contratar al limpiador que borró la memoria de Kira, para hacer lo mismo con él, borrar su memoria para evitar que puedan leer su mente y descubrir lo que ha pasado en las últimas horas. 
Con su memoria ahora borrada, de lo que ha sucedido en las últimas horas, los Vigilantes no pueden ver su futuro, lo que permite al grupo ejecutar el plan secreto de Nick. Hook localiza el estuche original en el edificio leyendo su sobre y crea un duplicado del mismo con la jeringa en su interior, mientras Pinky entrega Kira a Carver, la traiciona por una recompensa,  como parte del plan, también leyendo su sobre. Carver le entrega una droga que lleva con él para recuperar su salud, la manipula y luego la empuja a creer que en realidad es un agente de la División, y que su relación con Nick era una mentira, influye en él para buscar el maletín con la droga y regresar a Estados Unidos.
Cassie se enfrenta mentalmente a Pop Girl, solo para que aparezca Wiper y borre la memoria de Pop Girl según las instrucciones de Nick en un sobre, para ocultar su plan. Nick visita a Carver, es capturado y descubre el lavado de cerebro de Kira, se queda callado para esperar que el plan funcione. Viajan al sitio de construcción donde Carver, sin ninguno de ellos saber el plan secreto, recupera el maletín falso del casillero, cambiado anteriormente por ellos en secreto, cuando cada uno lee los sobres con los mensajes, antes de borrar su memoria para no ser descubiertos, pero las Tríadas que los estaban siguiendo en secreto por toda la ciudad, llegan e intentan robar el maletín. Una batalla estalla entre los tres grupos que lleva a la Triada Bleeders a ser asesinada. Nick usa su poder Mover recién descubierto y aumentado, para luchar contra Victor, que también puede mover las cosas junto a él, como las armas y balas. 
El líder de la tríada usa sus poderes de sonido y sangrado, y mata a Víctor que ya estaba muy herido, cuando el joven sangrante muere en la lucha, Nick aprovecha la oportunidad para matar al líder de la tríada con sus poderes ahora aumentados. Nick llega al casillero donde está oculto el maletín, toma la jeringa falsa del maletín y amenaza con inyectarse la droga, Carver lo sigue, le permite inyectarse con la droga para terminar con todo esto y probarle a Kira que él dice la verdad, los que reciben esa droga mueren, aparentemente Nick muere por los efectos de la droga. Después de que Kira y Carver se van del edificio para regresar a Estados Unidos, Cassie aparece y revela que Nick está vivo, lo despierta, revela que ese maletín era falso y él no lo sabía porque borraron su memoria, la droga era un líquido compatible con su sistema sanguíneo para no hacerle daño, dejarlo dormido y el verdadero maletín está oculto en un tacho de basura del edificio.
Kira regresa a Estados Unidos bajo la influencia de Carver, que la domina por completo, descubre su sobre sin abrir, oculto en su cartera cuando vuelan de regreso a Estados Unidos en un avión privado de la agencia Division, que contiene una fotografía antigua en donde demuestra que su relación con Nick era real, lee el mensaje escrito en la foto de que mate a Carver. Ella se libera de la influencia mental de Carver, que estaba durmiendo cansado por el viaje y muy confiado en su asiento del avión frente a ella, luego con sus poderes de influencia mental empuja a Carver y se escucha un disparo.

## Personajes
Kira Hudson (Camilla Belle) tiene la capacidad de alterar los pensamientos y modificar la memoria de otras personas, controlando así su mente.
Nick Gant (Chris Evans) posee telequinesis: es capaz de mover cualquier objeto con su mente, y crear escudos telekinéticos. 
Cassie Holmes (Dakota Fanning) es una niña vidente: Tiene el poder de ver el futuro.
Henry Carver (Djimon Hounsou) tiene el mismo poder que Kira Hudson. Es el líder de sus enemigos.

## Reparto
- Kira Hudson - Camilla Belle
- Nick Gant - Chris Evans (adulto) Colin Ford (niño)
- Cassie Holmes - Dakota Fanning
- Agent Henry Carver - Djimon Hounsou
- Emily Hu - Ming-Na
- "Hook" Waters - Cliff Curtis
- Chanel Patter - Kathryn Newton
- "Pinky" Stein - Nate Mooney
- Agent Mack - Corey Stoll
- Agent Holden - Scott Michael Campbell
- Victor Budarin - Neil Jackson
- Teresa Stowe - Maggie Siff
- Wo Chiang - Paul Car
- La Chica Pop - Xiao Lu Li
- Los Chicos Pop - Kwan Fung Chi y Jacky Heung
- El Padre Pop - Haruhiko Yamanouchi
- Papá de Nick - Joel Gretsch
- Mamá de Cassie - sin créditos

- Datos: Q1129313